# Кемер (Ордабасинський район)
Кеме́р (каз. Кемер) — село у складі Ордабасинського району Туркестанської області Казахстану. Входить до складу Бугунського сільського округу.
Населення — 121 особа (2021; 198 у 2009, 303 у 1999, 99 у 1989).